# Tillandsia didisticha
Tillandsia didisticha es una especie de planta epífita dentro del género  Tillandsia, perteneciente a la  familia de las bromeliáceas.  Es originaria de Bolivia y Brasil.

## Cultivar
- Tillandsia 'Burnt Fingers'

## Taxonomía
Tillandsia didisticha fue descrita por (E.Morren) Baker y publicado en Journal of Botany, British and Foreign 26: 16. 1888.
Etimología
Tillandsia: nombre genérico que fue nombrado por Carlos Linneo en 1738 en honor al médico y botánico finlandés Dr. Elias Tillandz (originalmente Tillander) (1640-1693).
didisticha: epíteto
Sinonimia
- Anoplophytum didistichum E.Morren
- Guzmania complanata Wittm.
- Phytarrhiza purpurea E. Morren ex Baker
- Tillandsia crassifolia Baker
- Tillandsia goyazensis Mez
- Tillandsia oranensis Baker[2][3]